# André Rouvière
André Rouvière (* 29. April 1936 in Bessèges, Frankreich; † 2. November 2015 ebenda) war ein französischer Politiker. Er war von 1980 bis 2008 Mitglied des Senats.
Rouvière war hauptberuflich Lehrer. Mit 29 Jahren wurde er Mitglied des Gemeinderats von Bessèges. Zwei Jahre später wurde er Bürgermeister des Ortes und gewann einen Sitz im Generalrat des Départements Gard. Von 1973 bis 1998 war er dessen Vizepräsident. 1980 zog er im Département Gard für die Parti socialiste in den Senat ein. Er wurde 1989 und 1998 wiedergewählt, trat aber 2008 nicht zur erneuten Wiederwahl an. 2011 wurde er zum Ritter der Ehrenlegion ernannt.